# Acqui Terme
Acqui Terme is een stad en gemeente in de Italiaanse regio Piëmont, in de provincie Alessandria. De stad ligt op de linkeroever van de rivier de Bormida di Spigno. De Liguriërs stichtten de plaats onder de naam Carystum. In 173 v.Chr. werd deze verwoest en herbouwd door de Romeinen die het de naam Aquae Statiellae gaven. De stad lag aan de belangrijke weg Emilia Scaurii die naar Augusta Taurinorum leidde (Turijn) en was een van de belangrijkste thermale badplaatsen van het rijk.
Tegenwoordig is Acqui Terme nog steeds een belangrijk kuuroord. Er zijn drie bronnen aanwezig "Bollente", "Del lago" en "Acqua marcia". De belangrijkste is "La Bollente", waarvan het water een temperatuur heeft van 74,5°C. Belangrijke bouwwerken in de stad zijn de kathedraal uit 989, het en het 11e-eeuwse Castello dei Paleologi waarin het archeologische museum is gevestigd. Buiten het centrum staan de resten van een Romeins aquaduct uit de 2e eeuw.

## Afbeelding

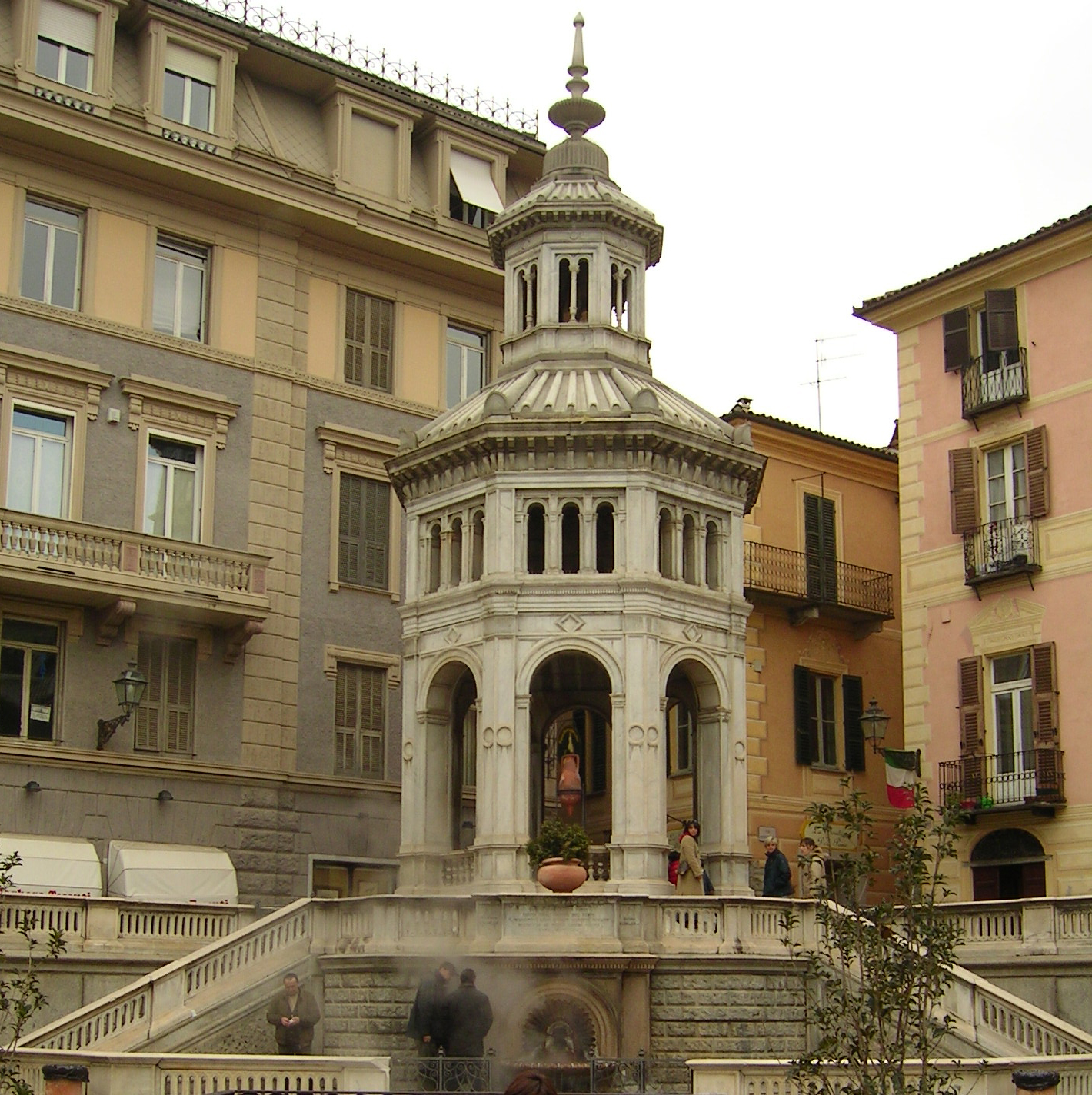
La Bollente